# Wendel (football, 1982)
Pour les articles homonymes, voir Wendel.
Wendel Geraldo Maurício e Silva, dit Wendel, est un ancien footballeur brésilien naturalisé français né le 8 avril 1982 à Mariana (Brésil). Il jouait au poste de milieu gauche.
Son oncle est Geovanni Deiberson, ancien joueur du Benfica Lisbonne et du FC Barcelone[réf. nécessaire].

## Biographie
Gaucher polyvalent, il est capable d'occuper les postes de milieu offensif gauche, de milieu défensif voire de latéral gauche. Cependant, son poste favori est milieu gauche.
Il prend part avec l'équipe brésilienne au Tournoi Pré-Olympique des Jeux olympiques d'été de 2004 d'Athènes. C'est là qu'il fait la connaissance de Ricardo, son futur entraîneur aux Girondins de Bordeaux.
Au Brésil, il porte les couleurs de Caxias, d'Uberlandia, et de Cruzeiro à Belo Horizonte, avant de tenter une expérience au Portugal, dans l'équipe du Nacional Funchal. De retour dans son pays d'origine, il rejoint le Santos FC.
En août 2006, il signe avec les Girondins de Bordeaux. Il se révèle dès son premier match en France, contre l'OGC Nice, dans lequel il marque un but et fait une passe décisive. Pour son deuxième match au Stade Jacques Chaban Delmas, il marque encore un but du pied gauche face à Troyes. Au fil des matchs, il montre tout son talent de technicien venu tout droit du Brésil, et notamment sa capacité à marquer des coups francs du pied gauche. Au mercato hivernal, il retrouve Jussiê qui signe aux Girondins, que Wendel a connu à Cruzeiro.
Le 2 mars 2008, Wendel se met une fois de plus en évidence en inscrivant un triplé face au Paris Saint-Germain, ce qui le confirme comme l'un des meilleurs à son poste dans le championnat de France. Il dispose d'une frappe de balle très puissante mais c'est aussi un bon passeur. Il reçoit le trophée de meilleur buteur du mois de mars 2008.
Au mois de juillet 2008, Wendel, très courtisé, prolonge son contrat de 2 ans avec les Girondins, avec une revalorisation salariale à la clé. Après un début de saison quelque peu décevant, il effectue de grandes prestations, notamment contre le PSG (4-0). Il marque un but lors de la finale de la Coupe de Ligue 2008-2009, avant de sortir sur blessure (traumatisme au genou droit). En fin de saison, il est sacré champion de France.
Pour la première rencontre de la saison 2009-2010, il marque un but magnifique contre Lens (4-1) sur un tir brossé du pied gauche en pleine lucarne.
Il fait part de sa volonté de jouer pour l'équipe de France (dirigée par Laurent Blanc, son ancien entraîneur aux Girondins de Bordeaux) une fois sa nationalité française obtenue.
Durant le mercato estival, concurrencé par Nicolas Maurice-Belay et n'entrant plus dans les plans de Francis Gillot, le nouvel entraîneur bordelais, il signe un contrat de 3 ans avec Al-Ittihad, pour un transfert estimé à 1,5 M€.
En juillet 2012, il retourne au pays et paraphe un contrat de trois ans au Vasco de Gama.
En février 2014, il signe en faveur du SC Recife.

## Carrière
| Saison      | Club                  | Championnat         | Coupe Nationale (+TDC)               | Coupe d'Europe / Coupe d'Asie  |
| ----------- | --------------------- | ------------------- | ------------------------------------ | ------------------------------ |
| 2000 - 2000 | Cruzeiro EC           | 3 matchs / 0 but    | -                                    | -                              |
| 2001 - 2001 | Cruzeiro EC           | 1 match / 0 but     | -                                    | -                              |
| 2002 - 2002 | Cruzeiro EC           | 15 matchs / 0 but   | -                                    | -                              |
| 2003 - 2003 | Cruzeiro EC           | 32 matchs / 2 buts  | -                                    | -                              |
| 2004 - 2004 | Cruzeiro EC           | 37 matchs / 2 buts  | -                                    | -                              |
| 2004 - 2005 | Nacional Madeira      | 15 matchs / 3 buts  | -                                    | -                              |
| 2005 - 2005 | Santos FC             | 27 matchs / 1 but   | -                                    | -                              |
| 2006 - 2006 | Santos FC             | 18 matchs / 2 buts  | -                                    | -                              |
| 2006 - 2007 | Girondins de Bordeaux | 29 matchs / 5 buts  | 4 matchs / 1 but                     | C1+C3 : / 5+1 matchs / 0+0 but |
| 2007 - 2008 | Girondins de Bordeaux | 36 matchs / 12 buts | 3 matchs / 0 but                     | C3 : 5 matchs / 1 but          |
| 2008 - 2009 | Girondins de Bordeaux | 29 matchs / 4 buts  | 4 matchs / 2 buts (+1 match / 0 but) | C1+C3 : / 6+2 matchs / 1+0 but |
| 2009 - 2010 | Girondins de Bordeaux | 31 matchs / 11 buts | 7 matchs / 4 buts (+1 match / 0 but) | C1 : 10 matchs / 0 but         |
| 2010 - 2011 | Girondins de Bordeaux | 31 matchs / 3 buts  | 2 matchs / 0 buts                    | -                              |
| 2011 - 2012 | Al Ittihad Djeddah    | 11 matchs / 4 buts  | -                                    | 4 matchs / 2 but               |

## Palmarès
- Champion de France en 2009 avec les Girondins de Bordeaux
- Vainqueur de la Coupe de la Ligue en 2007 et 2009 avec les Girondins de Bordeaux
- Vainqueur du Trophée des champions en 2008 et 2009 avec les Girondins de Bordeaux
- Champion du Brésil en 2003 avec Cruzeiro
- Vainqueur de la Coupe du Brésil en 2000 et 2003 avec Cruzeiro
- Vainqueur du championnat du Minas Gerais en 2003 et 2004 avec Cruzeiro
- Vainqueur du championnat de São Paulo en 2006 avec le Santos FC
- Champion d'Arabie saoudite en 2012 avec Al-Shabab Riyad

## Distinctions
- 2008 : Figure dans l'équipe type de l'année de la Ligue 1
- 2008 : Fait partie des 4 nommés pour le trophée UNFP du meilleur joueur de Ligue 1 de la saison 2007/2008
- 2008 : Élu meilleur joueur girondin de l'année[5]